# Jeri Southern
Genevieve Lillian Hering (Royal, Nebraska, 5 de agosto de 1926 - Hollywood, 4 de agosto de 1991), Jeri Southern, fue una cantante estadounidense de jazz. Vocalista vinculada al estilo cool, con preferencia por los estándares y la canción melódica romántica, Jeri Southern tiene una voz ligeramente grave y áspera, una dicción muy clara y una entonación habitualmente sin excesos.

## Reseña biográfica
Jeri Southern tocaba el piano de oídas a los tres años y empezó a recibir lecciones tres años más tarde. Estudió piano clásico y canción en una escuela de Omaha, pero tras introducirse en el jazz en un nightclub, sus intereses musicales cambiaron rápidamente. Tras graduarse, se marchó a Chicago y comenzó a aparecer en clubes a finales de los años cuarenta, en ocasiones acompañando al piano a Anita O'Day. Convencida para cantar, abandonó su orientación clásica y se centró en el jazz.
Tras firmar con la compañía Decca en 1951, su primer éxito "You Better Go Now" estableció el que sería su estilo: el de las llamadas torch songs (canciones encendidas): líricas, un poco inconexas y rendidamente románticas. Otro gran éxito fue en 1954 "Joey"; en 1957 inició una gira con la Birdland Jazz Stars. Los discos de Southern de los años cincuenta para Decca la presentan acompañada de grupos pequeños, a diferencia del uso habitual de grandes orquestas.
Tras grabar dos discos para Roulette durante 1958, se marchó a Capitol, compañía con la que grabó en 1959 su disco más elogiado, Jeri Southern Meets Cole Porter, arreglado por Billy May. Grabó para esta compañía otro disco, antes de retirarse en 1961, disgustada por la situación del pop tradicional. Se casó varias veces, formó una familia y trabajó como profesora de piano y voz en Hollywood hasta su muerte por una doble neumonía en 1991.

## Discografía
- 1954: Intimate Songs	 	(Decca)

- 1955: Southern Style	(Decca)

- 1956: When Your Heart's on Fire	(Decca)

- 1956: You Better Go Now	(Decca)

- 1957: Jeri Gently Jumps	(Decca)

- 1957: Prelude to a Kiss	(Decca)

- 1958: Jeri Southern Meets Johnny Smith	 	(Roulette)

- 1958: Southern Breeze	 	(Roulette)

- 1958: Southern Hospitality	 	(Decca)

- 1959: Jeri Southern Meets Cole Porter	 	(Capitol)

- 1959: Coffee, Cigarettes & Memories	(Roulette)

- 1960: Jeri Southern at the Crescendo [en directo]	 	(Capitol)

- Datos: Q532027